# フロッグマン (漫画)
『フロッグマン』は、ナイロンによる日本の漫画。『ヤングアニマル』（白泉社）にて2008年16号に読み切りが掲載され、のち2009年5号から2011年20号にかけて連載された。

## ストーリー
神奈川県立浜崎高校の1年生、河津ミチルは泉遥に誘われて水泳部に入部することになり、泳げないミチルは遥から教わりながらも奮闘の日々が始まった。さらに遥をライバル視する相田真も入部し、ミチルたち3人の三角関係が繰り広げられる。

## 登場人物
河津 ミチル（かわづ ミチル）
本作の主人公で、浜崎高校1年1組（出席番号10番）。遥に誘われて水泳部に入部する。カナヅチだったが、遥との練習で徐々に上達していく。草食系男子で、ブロッコリーが苦手。不器用でこれといった特技もなく、競争などで1番を取った事が無かった為に自分に自信を持てず、何事に対しても諦めがちな性格になってしまった。勉強はあまり得意ではない模様。相田が入部した頃に自身の水泳部としての目標が無かった事でふさぎこんでしまうが青木の助言で立ち直り、水泳部だけはあきらめない事を決意する。加瀬との一件で「速くカッコよく泳げるようになる」事を目指し水泳に対して前向きになっていく。恋愛に関しては鈍感な一面があるものの遥に好意を寄せている。相田にファーストキスを奪われた。相田に告白され、肉体関係を迫られるもこれを断った後、遥に告白しデートをする関係になった。
泉 遥（いずみ はるか）
3月3日生まれ。身長159cm。
浜崎高校1年2組（出席番号3番）で浜崎北中学校出身。水泳部所属。泳ぐのが好きな少女。少し天然で加瀬に吹き込まれて電気あんまを人工呼吸と信じ込んでしまうほどであった。料理の方は見た目はいいが味つけが絶望的。恋愛に関しても鈍感だが、青木の発破掛けやミチルと接していった事でミチルに好意を寄せるようになる。また、水泳に対する情熱は人一倍強く、「水泳は楽しくあるもの」であり、人に憎まれたり恨まれたりしながら泳ぐ事を嫌っている為、加瀬の水泳としてのあり方を真っ向から否定した。加瀬との一件後、ミチルへの好意に自覚を見せ始め、自分の思いをミチルに打ち明けようとするも、目の前で相田がミチルとキスをするのを目の当たりにし、涙を流しながら帰ってしまう。しかし、相田からの電話でミチルと再開、ミチルの告白を受け入れ、デートをするまでの関係となった。
相田 真（あいだ まこと）
浜崎高校1年生でミチルと同じ1組（出席番号1番）。負けず嫌いな性格の持ち主。ミチルに対してはいじめ甲斐があるという理由でミチルと関わりを見せる。その一方でミチルに優しく接している遥に対抗意識を持つようになり、水泳部に入部する。ミチルに対しては攻撃的な一面を見せるも、いくら攻撃されても邪険に思わないミチルの優しさに触れていき、次第に好意を寄せるようになる。貧乳なのを気にしている。元陸上部であったが、退部したのは本人曰く「胸がなくなるから」とのこと。実家はお好み焼き屋を開いている。虫が大の苦手。夏合宿で雅と知り合い、彼女とは姉妹に近い関係を築き上げている。合宿後、以井戸に下着を盗まれる被害に遭う。また、雅が彼女の母と一緒に帰宅してからは水泳部に来なくなってしまい、お菓子をやけ食いするようになり体重が格段に増え、虫歯になってしまった。その後、虫歯の治療に同行したミチルに告白し、一向に返事を出さない為に肉体関係を迫ろうともしたがミチルは「好きな人がいる」と返事をした為、フラれてしまう。その後、ミチルと遥との3人の関係の歪も消えるが内心、ミチルに対する好意は変わらないままだった。
青木（あおき）
水泳部のコーチで、元競泳選手。中学時代の遥の泳ぎに惚れ込み、学校に頼み込んで自らコーチを買って出た。いつも黄色のビキニを着用しているが、ビキニ以外に普通の下着もちゃんと持っており、時には履いているようである。学生時代に肩を壊してしまい、手術代を稼ぐために牛乳配達と牛丼レストラン「ぎゅうぎゅう亭」のバイトを掛け持ちしている。また、あまり関わりたくない弟を持っている。因みに、夏合宿で寝ている最中に相田のいたずらで寝ぼけた雅に胸をしゃぶられた際、母乳が出た。
最終話で弟にコーチの代理を任せて長年放置していた肩の手術を行い、手術の担当をした医師と恋人関係となって退院する。
青木の弟
海沿いの地域で雅や他の生徒に水泳を教えている。青木が関わりたくないと言ってしまうほどの変態思考の持ち主で、ミチルと初対面した際彼の水着を自身のズボンに仕舞いこむ、顔を赤らめる、ミチルを「ミチルきゅん」と呼ぶなど顕著に見られる。雅を住み込みで指導しているが、事情を知らなかった青木からは変態思考範囲を広めたのではと疑われた。しかし、水泳の方は姉に負けず劣らずの腕の持ち主で、50m（25mの往復）をミチルが25m地点に到達する前に完走している。また、水泳の指導もまじめで練習生を何よりも大事にしている。
姉の肩の手術の件でコーチ代理をするために、雅を連れて浜崎高校にやってくる。最後まで名前を呼ばれなかった。因みに、作者ナイロン氏の別作品「グラマラス」で彼と瓜二つの人物が登場しているが全くの別人である。
永井雅（ながい みやび）
中学2年生で青木の弟の元で住み込みで水泳を習っている。夏合宿で訪れた相田に好意と憧れを抱き、彼女を「お姉さま」と呼び慕うようになり、相田とは姉妹のような関係を築くようになる。未だに乳離れをしていないのか、寝ぼけて相田、遥、青木の胸をしゃぶった事がある。合宿終了後、相田と離れたくないという理由で青木の車のトランクに忍び込んだ為、相田の家に居候する形で浜崎高校の水泳部に練習生として加入した。その後、事情を知った母親が学校を訪れビート板なしで泳ぎ切った為に家に帰らなければならなくなった為、ミチルや遥、相田らに見送られながら浜崎高校を後にした。母親は航空会社のCAで父親は国際機のパイロットを勤めている。ミチルと遥を恋人のようだと言っている。青木の肩の手術の一件に便乗して青木の弟と共に浜崎高校に戻ってくる。
加瀬静（かせ しずか）
向浜工業高校1年。一人称は「アタイ」。不良の巣窟ともなっている向浜工屈指の不良で、水泳部所属バタフフライ担当、神奈川県のFly100（100mバタフライ）の優勝者として関東大会に出場予定。普段着として着ているジャージの下には競泳用の水着を着用している。中学3年の神奈川中学競泳記録会で遥と遭遇し、遥のはつらつとした姿に怒りを覚えたと同時に優勝の座を遥に取られて以降、彼女にライバル心を抱いていた。また時期は不明だが、高校に入る前に両親が喧嘩の末に2人とも蒸発した事で荒れに荒れる日々を送るようになった。夏合宿を終えた遥と邂逅を果たし、彼女を拉致する形で遥・ミチルと水泳で対戦する。遥が負けたら一生自身の肉奴隷になってもらうという条件で100mバタフライで遥と対戦するも、遥に勝つ事の執着が仇となりブラックアウトを起こし、試合を放棄した遥に助けられる形となり、対決は引き分けに終わる。ミチルと遥が戻った後港でFly100のメダルを投げ捨てるも、自身の遥への恨みは晴れた模様。
最終話ではミチルの妄想の中で再登場し、ミチルと遥の結婚を喜ぶ姿がある（勿論これはミチルの妄想であるため加瀬本人ではない）。
田中タケシ
加瀬と同じ向浜工業高校生（学年不明の留年中）の水泳部所属。筋骨隆々の体つきで、黒い肌に頭頂部に一直線に生えた髪を残したスキンヘッドと無精髭を生やしている。遥やミチルほどの人間なら片腕で持ち上げられる程の力持ち。遥を拉致した後、救出にやって来たミチルと100m自由形で対決し同着となる。
以井戸（にいと）
名前の通り、職にも就かないニート（24歳）。いつ知ったのかは不明だが、水泳部に入部した相田をストーカーのように影から付け狙っており、バイトすらせずに彼女を盗撮した写真を毎日眺めている。ミチルらが合宿から戻って来た頃、水泳部更衣室で相田の下着を盗んだ事を皮切りに頻繁にミチル達に目撃されるようになる。紆余曲折を経てミチルに水泳部に入りたいと間違われて水泳部の輪の中に入るも、その日に相田の下着をリュックに入れて逃げようとしていたところを青木に見つかった為に警察に連行されていった（翌日、ニュースで彼の犯行が報道され、盗まれた相田の下着がテレビに映ることとなった）。しばらく経って釈放されるも、ストーカーまがいの性癖は収まらず、ウナギを使っての復讐をするために浜崎高校の水泳部を覗きに向かうも、パトロール中だった警官に不審者とみなされ補導されてしまった。

## 単行本一覧
- ナイロン『フロッグマン』 白泉社〈ジェッツコミックス〉、全6巻

1. 2009年10月5日初版発行（2009年9月29日発売[1]）、ISBN 978-4-592-14594-3
2. 2010年3月5日初版発行（2010年2月26日発売[1]）、ISBN 978-4-592-14595-0
3. 2010年10月5日初版発行（2010年9月29日発売[1]）、ISBN 978-4-592-14596-7
4. 2011年4月5日初版発行（2011年3月29日発売[1]）、ISBN 978-4-592-14597-4
5. 2011年9月5日初版発行（2011年8月29日発売[1]）、ISBN 978-4-592-14598-1
6. 2011年12月5日初版発行（2011年11月29日発売[1]）、ISBN 978-4-592-14599-8